# 永渕康之
永渕 康之（ながぶち やすゆき、1959年 - ）は、日本の文化人類学者、名古屋工業大学教授。
兵庫県尼崎市生まれ。1982年大阪大学人間科学部卒、ウダヤナ大学（バリ）留学、1988年大阪大学大学院人間科学研究科後期課程退学。2004年「神々の領分 バリ島における宗教制度の成立過程をめぐる歴史人類学的研究」で阪大博士（人間科学）。1988年-1989年9月大阪大学人間科学部助手。カリフォルニア大学バークレー校、オランダ・ライデン大学客員研究員を経て、名古屋工業大学助教授、教授。1999年『バリ島』でサントリー学芸賞受賞。

## 著書
- 『バリ島』講談社現代新書 1998
- 『バリ・宗教・国家 ヒンドゥーの制度化をたどる』青土社 2007

### 翻訳
- ジョージ・E.マーカス,マイケル・M.J.フィッシャー『文化批判としての人類学 人間科学における実験的試み』紀伊国屋書店 文化人類学叢書 1989
- アン・ローラ・ストーラー『肉体の知識と帝国の権力 人種と植民地支配における親密なるもの』水谷智,吉田信共訳 以文社 2010

## 論文
- <永渕康之